# Sveriges fotbollslandslag i VM 1970
Sveriges fotbollslandslag i VM 1970
Här följer Sveriges fotbollslandslags VM-trupp till fotbolls-VM 1970.

## Förbundskapten
- Orvar Bergmark

## Spelare
| 1  | Ronnie Hellström    | Hammarby IF         |
| 2  | Hans Selander       | Upsala IF           |
| 3  | Kurt Axelsson       | Club Brugge KV      |
| 4  | Björn Nordqvist     | IFK Norrköping      |
| 5  | Roland Grip         | AIK                 |
| 6  | Tommy Svensson      | Östers IF           |
| 7  | Bo Larsson          | Malmö FF            |
| 8  | Leif Eriksson       | Örebro SK           |
| 9  | Ove Kindvall        | Feyenoord           |
| 10 | Ove Grahn           | Grasshoppers Zürich |
| 11 | Örjan Persson       | Rangers             |
| 12 | Sven-Gunnar Larsson | Örebro SK           |
| 13 | Claes Cronqvist     | Djurgårdens IF      |
| 14 | Krister Kristensson | Malmö FF            |
| 15 | Leif Målberg        | IF Elfsborg         |
| 16 | Tomas Nordahl       | RSC Anderlecht      |
| 17 | Ronney Pettersson   | Djurgårdens IF      |
| 18 | Tom Turesson        | Club Brugge KV      |
| 19 | Göran Nicklasson    | IFK Göteborg        |
| 20 | Jan Olsson          | VfB Stuttgart       |
| 21 | Inge Ejderstedt     | Östers IF           |
| 22 | Sten Pålsson        | Gais                |